# 亞波里拿留派
亞波里拿留派或作亞玻里拿留派，是由亚波里拿留（-390年）所教导的基督教派別。此派的基督论认为耶稣基督仅有人類的身体和魂，没有人類的靈，乃是以神的道（LOGOS）來代替「灵」，以解釋「道成肉身」。
公元325年的第一次尼西亞公會議開始，羅馬教會逐步確立三一论，但是争论仍在继续。公元362年，亚他那修在亚历山大大会上曾责备这种观点。及至公元381年，第一次君士坦丁堡公會議宣布亚玻里拿留派為异端，並正式宣布基督是完全的人和完全的神。羅馬教會谴责亚玻里拿留派为试图产生“第三性”（既不是神也不是人類）的异端份子。